# حبیب‌الله ساوجی
حبیب‌الله ساوجی از نقاشان اهل ساوه در دوران شاه عباس اول بوده‌است.
وی در شبیه‌سازی استاد بود، مدتی در خدمت حسین‌خان شاملو حاکم قم حضور داشت و به همراه او به هرات رفت اما شاه عباس را به نزد خود آورد و وی را به عنوان یکی از نقاشان خاص خود قرار داد.
از آثار شناخته شده حبیب‌الله ساوجی می‌توان به تصویر دو سوارکار و تصویر نقش شتری با روپوش طلایی اشاره نمود.